# PTT (Türkei)
Die Posta ve Telgraf Teşkilatı Genel Müdürlüğü (deutsch: Generaldirektion der Post- und Telegraphenorganisation) oder auch kurz die Türkische Post, mit Sitz in Ankara ist das größte Logistik- und Postunternehmen der Türkei. Unter dem Namen PTT tritt der Konzern in der Öffentlichkeit auf. Die türkische Post entstand 1840 und wurde im Jahre 1995 durch Privatisierung in mehrere eigenständige Unternehmen geteilt, unter anderem auch in die Türk Telekom.

## Geschichte
Die erste Poststelle des Osmanischen Reiches wurde am 23. Oktober 1840 eröffnet, damit die Sultane auf Nachrichten aus dem Ausland reagieren konnten. Die Poststelle befand sich im Hof der neuen Moschee in Istanbul und wurde Postahane-i-Amir benannt. Der erste Offizier Suleiman Aga übernahm den Dienst an dieser Poststelle, da er als Seefahrtsoffizier mehrere Sprachen beherrschte und somit die Nachrichten übersetzen konnte. Wenige Jahre nach der Erfindung der Telegrafie wurde dieser Dienst auch in der Türkei eingeführt und im Jahre 1855 wurde eine separate Telegrafenabteilung gegründet.
Im Jahr 1871 fusionierte die Telegrafenabteilung mit der Post zum Ministerium für Post- und Telegraphen. 1876 begann man, ein Brieftransportnetzwerk zu erstellen und im Jahr 1901 wurde es erweitert um den Paket- und Geldtransport. Am 23. Mai 1909 wurde die erste manuelle Telefonzentrale in Istanbul eröffnet. Im Jahr 1913 wurde der Behörde der Name Post-, Telegraphen- und Telephon-Direktion gegeben. In den frühen Jahren der Republik Türkei und bis 1984 wurden die Dienstleistungen erweitert.

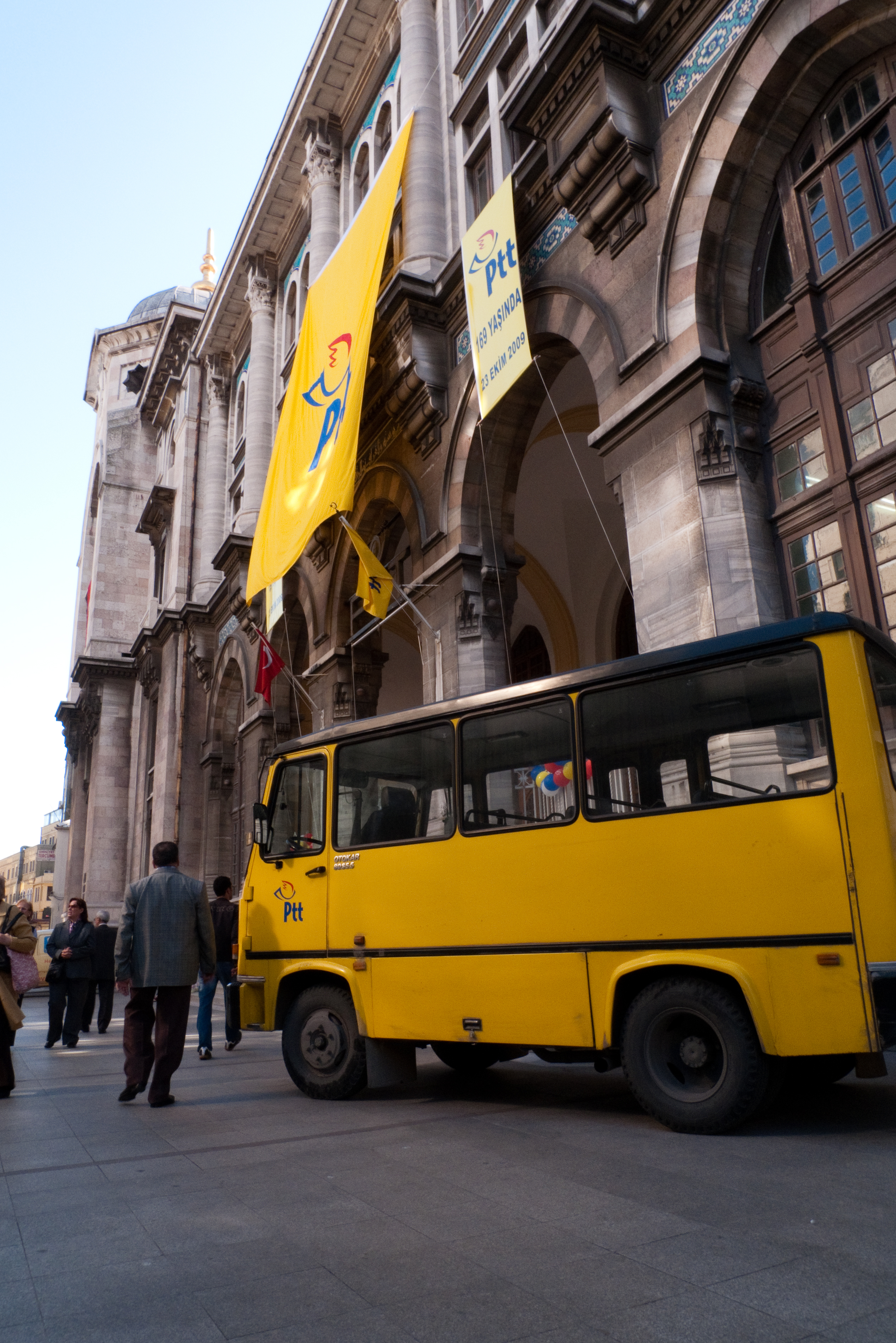
Postmuseum Istanbul im ehemaligen Postministerium

## Unternehmen
Durch das Gesetz Nr. 4000 vom 18. Juni 1994 wurde die Privatisierung der PTT eingeleitet. Man wollte die PTT in drei Bereiche aufteilen und als eigenständige Aktiengesellschaften (Anonim Şirket) auftreten lassen.  Am 24. April 1995 begann die heutige Türkische Post als eigenständiges Unternehmen zu arbeiten. Am 29. Januar 2000 wurde im Amtsblatt Nr. 23948 bekanntgegeben, dass der Name der Organisation "T.C. Generaldirektion der Post- und Telegraphenorganisation" lautet.
Laut PTT im Jahr 2011 wurden 993 Millionen inländische und 15 Millionen internationale Postgüter zugestellt sowie 1,547 Millionen Telegramme angenommen. Der Umsatz betrug 1788 Milliarden Türkische Lira.